# Sofia de Hessen-Philippsthal
Sofia de Hessen-Philippsthal (en alemany Sofie von Hessen-Philippsthal) va néixer a Philippsthal (Alemanya) el 6 d'abril de 1695 i va morir a Marburg el 8 de maig de 1728, a l'edat de 33 anys. Era filla del landgravi Felip de Hessen-Philippsthal (1655-1721) i de Caterina Amàlia de Solms-Laubach (1654-1736).

## Matrimoni i fills
El 3 de setembre de 1723 es va casar a Rinteln amb Pere August de Schleswig-Holstein-Sonderburg-Beck (1697-1775), fill del duc Frederic Lluís (1653-1728) i de Lluïsa Carlota d'Augustenburg (1658-1740). El matrimoni va tenir tres fills:
- Carles (1724-1726)
- Ulrica Amàlia, nascuda i morta el 1726.
- Carles Anton (1727-1759), casat amb la seva cosina Frederica de Dohna-Schlobitten (1738-1786).